# Мещерякова Наталія Олексіївна (плавчиня)
Мещерякова Наталія Олексіївна (1 червня 1972) — російська плавчиня.
Призерка Олімпійських Ігор 1992 року, учасниця 1996 року.
Чемпіонка Європи з водних видів спорту 1997 року, призерка 1993 року.